# Alessandria Unione Sportiva 1954-1955
Questa pagina raccoglie le informazioni riguardanti l'Alessandria Unione Sportiva nelle competizioni ufficiali della stagione 1954-1955.

## Stagione
Nella stagione 1954-1955 l'Alessandria disputò il suo undicesimo campionato di Serie B.

## Divise
| 1ª maglia |

## Organigramma societario
Area direttiva
- Commissari straordinari: Siro Gobbi, Luciano Lenti, Giuseppe Pampuro, Pietro Straneo, Adelio Taverna e Tito Testa
- Contabili: Annibale Doglioli, Giovanni Massera e Giuseppe Spalla
- Probiviri: Pietro Baluschi, Federico Conte e Giovanni Sirchia

Area organizzativa
- Segretario: Piero Zorzoli
- Segretario amministrativo: Enrico Reposi

Area tecnica
- Direttore tecnico: Renato Cattaneo (dal 9 maggio)
- Allenatore: Nereo Marini, poi dal 9 maggio Luciano Robotti
- Allenatore in 2ª: Luciano Robotti (fino al 9 maggio)

Area sanitaria
- Medico sociale: Bruno
- Massaggiatore: Eugenio Taverna

## Rosa
| N. |                   | Ruolo | Calciatore          |
| -- | ----------------- | ----- | ------------------- |
|    | Italia (bandiera) | P     | Fausto Lena         |
|    | Italia (bandiera) | P     | Vincenzo Ravera     |
|    | Italia (bandiera) | D     | Bruno Bosio         |
|    | Italia (bandiera) | D     | Luigi Bussetti      |
|    | Italia (bandiera) | D     | Antonio Nicolazzini |
|    | Italia (bandiera) | D     | Luigi Traverso      |
|    | Italia (bandiera) | C     | Giuseppe Bagliani   |
|    | Italia (bandiera) | C     | Ernesto Giraudo     |
|    | Italia (bandiera) | C     | Roberto Lerici      |

| N. |                   | Ruolo | Calciatore           |
| -- | ----------------- | ----- | -------------------- |
|    | Italia (bandiera) | C     | Italo Marra          |
|    | Italia (bandiera) | C     | Luigi Masperi        |
|    | Italia (bandiera) | C     | Walter Mirabelli     |
|    | Italia (bandiera) | C     | Gastone Perin        |
|    | Italia (bandiera) | A     | Lanfranco Albertelli |
|    | Italia (bandiera) | A     | Peppino Bocchio      |
|    | Italia (bandiera) | A     | Angelo Buratti       |
|    | Italia (bandiera) | A     | Roberto Serone       |
|    | Italia (bandiera) | A     | Silvio Smersy        |

## Risultati

### Serie B

#### Girone di andata
| Arbitro: | Rigato (Mestre) |

|            |           |  |
| Serone 71’ | Marcatori |  |

| Arbitro: | De Gregorio (Legnano) |

|                  |           |  |
| Santagostino 66’ | Marcatori |  |

| Arbitro: | Menchini (Udine) |

|                       |           |              |
| Albertelli 57’ (rig.) | Marcatori | 30’ Malavasi |

| Arbitro: | Marangio (Roma) |

|                       |           |                      |
| Smersy 11’ Serone 32’ | Marcatori | 41’ (rig.) Matteucci |

| Arbitro: | Valsecchi (Milano) |

|                       |           |                |
| Albertelli 17’ (aut.) | Marcatori | 42’, 86’ Perin |

| Arbitro: | Maurelli (Roma) |

|  |           |            |
|  | Marcatori | 76’ Vicini |

| Arbitro: | Smorto (Reggio Calabria) |

|                            |           |  |
| Ferrari 57’ Castignani 88’ | Marcatori |  |

| Arbitro: | Grignani (Milano) |

|  |           |           |
|  | Marcatori | 71’ Persi |

| Arbitro: | Smorto (Reggio Calabria) |

|                  |           |           |
| Caprile 30’, 67’ | Marcatori | 60’ Perin |

| Arbitro: | Marangio (Roma) |

|          |           |                      |
| Dini 34’ | Marcatori | 56’ Marra 78’ Serone |

| Arbitro: | Coppa (Mariano Comense) |

|  |           |            |
|  | Marcatori | 85’ Pomati |

| Arbitro: | Fornari (Bologna) |

|             |           |  |
| Forlani 18’ | Marcatori |  |

| Arbitro: | Mori (Cremona) |

|                                              |           |                    |
| Marchetto 23’, 45’ Occhetta 37’ Biagioli 81’ | Marcatori | 1’ Marra 3’ Smersy |

| Arbitro: | Marangio (Roma) |

|                     |           |           |
| Smersy 1’ Perin 27’ | Marcatori | 53’ Darin |

| Arbitro: | Menchini (Udine) |

|           |           |              |
| Marra 74’ | Marcatori | 81’ Colomban |

| Pavia 23 gennaio 1955 | Pavia              | 0 – 0 | Alessandria | Stadio Comunale\| Arbitro: \| Bernardi (Bologna) \| |
| Arbitro:              | Bernardi (Bologna) |       |             |                                                     |

| Arbitro: | De Gregorio (Legnano) |

|                       |           |  |
| Lerici 13’ Serone 87’ | Marcatori |  |

#### Girone di ritorno
| Arbitro: | Grandville (Roma) |

|                          |           |               |
| Fraschini 4’ Fattori 17’ | Marcatori | 7’ Albertelli |

| Arbitro: | Coppa (Mariano Comense) |

|           |           |  |
| Marra 11’ | Marcatori |  |

| Arbitro: | Menchini (Udine) |

|                                         |           |                      |
| Malavasi 40’ Cabas 86’ Giammarinaro 89’ | Marcatori | 53’ Marra 76’ Serone |

| Arbitro: | Marangio (Roma) |

|            |           |            |
| Gritti 45’ | Marcatori | 17’ Lerici |

| Arbitro: | Canepa (Genova) |

|                       |           |                               |
| Lerici 26’ Serone 60’ | Marcatori | 17’ Stivanello 21’ Bonistalli |

| Arbitro: | Coppa (Mariano Comense) |

|           |           |  |
| Bonci 57’ | Marcatori |  |

| Alessandria 20 marzo 1955 | Alessandria    | 0 – 0 | Salernitana | Stadio Giuseppe Moccagatta\| Arbitro: \| Boati (Milano) \| |
| Arbitro:                  | Boati (Milano) |       |             |                                                            |

| Arbitro: | Moriconi (Roma) |

|           |           |  |
| Smersy 3’ | Marcatori |  |

| Arbitro: | Canepa (Genova) |

|                          |           |  |
| Sperotto 74’ Avedano 79’ | Marcatori |  |

| Alessandria 17 aprile 1955 | Alessandria       | 0 – 0 | Legnano | Stadio Giuseppe Moccagatta\| Arbitro: \| Scaramella (Roma) \| |
| Arbitro:                   | Scaramella (Roma) |       |         |                                                               |

| Arbitro: | Menchini (Udine) |

|             |           |  |
| Turconi 78’ | Marcatori |  |

| Arbitro: | Grillo (Afragola) |

|            |           |  |
| Quoiani 3’ | Marcatori |  |

| Arbitro: | Grandville (Roma) |

|                        |           |                        |
| Perin 18’ Traverso 45’ | Marcatori | 25’ Calegari 36’ Macor |

| Arbitro: | De Gregorio (Legnano) |

|                 |           |               |
| Lerici 52’, 90’ | Marcatori | 36’ Marchetto |

| Arbitro: | Coppa (Mariano Comense) |

|          |           |  |
| Erba 54’ | Marcatori |  |

| Arbitro: | Corallo (Lecce) |

|                        |           |  |
| Buratti 48’ Serone 66’ | Marcatori |  |

| Arbitro: | Jonni (Macerata) |

|                                          |           |  |
| Scaramuzzi 38’ Loranzi 44’, 50’ Poli 61’ | Marcatori |  |

## Statistiche

### Statistiche di squadra
| Competizione | Punti | In casa | In casa | In casa | In casa | In casa | In casa | In trasferta | In trasferta | In trasferta | In trasferta | In trasferta | In trasferta | Totale | Totale | Totale | Totale | Totale | Totale | DR  |
| Competizione | Punti | G       | V       | N       | P       | Gf      | Gs      | G            | V            | N            | P            | Gf           | Gs           | G      | V      | N      | P      | Gf     | Gs     | DR  |
| ------------ | ----- | ------- | ------- | ------- | ------- | ------- | ------- | ------------ | ------------ | ------------ | ------------ | ------------ | ------------ | ------ | ------ | ------ | ------ | ------ | ------ | --- |
| Serie B      | 28    | 17      | 8       | 6       | 3       | 19      | 12      | 17           | 2            | 2            | 13           | 11           | 28           | 34     | 10     | 8      | 16     | 30     | 40     | -10 |

### Statistiche dei giocatori[2]
| Giocatore      | Serie B  | Serie B |
| Giocatore      | Presenze | Reti    |
| -------------- | -------- | ------- |
| L. Albertelli  | 28       | 2       |
| G. Bagliani    | 10       | 0       |
| P. Bocchio     | 18       | 0       |
| B. Bosio       | 31       | 0       |
| A. Buratti     | 18       | 1       |
| L. Bussetti    | 34       | 0       |
| E. Giraudo     | 13       | 0       |
| F. Lena        | 27       | -27     |
| R. Lerici      | 15       | 5       |
| I. Marra       | 19       | 6       |
| L. Masperi     | 25       | 0       |
| W. Mirabelli   | 28       | 0       |
| A. Nicolazzini | 3        | 0       |
| G. Perin       | 30       | 4       |
| V. Ravera      | 7        | -13     |
| R. Serone      | 28       | 7       |
| S. Smersy      | 16       | 4       |
| L. Traverso    | 26       | 1       |